# Marcus Ornellas
Marcus Almeida D'Ornellas (Caçapava do Sul, 19 de maio de 1982) mais conhecido como Marcus Ornellas, é um ator e modelo brasileiro com carreira no México.

## Biografia
Filho de Olga Helena Dias Almeida e Paulo Guidotti d'Ornellas, Marcus nasceu na cidade de Caçapava do Sul, no Rio Grande do Sul, Brasil. Iniciou sua carreira de modelo aos 17 anos de idade, ainda no Rio Grande do Sul. Em 2005 se mudou ao México para passar uma temporada de 3 meses, mas depois ele decidiu ficar permanentemente. Em 2009, Marcus participou do reality show Me quiero enamorar, onde os solteiros buscavam um namoro.
Já em 2011, estreou como ator na novela Dos Hogares de Emilio Larrosa, ao lado de Anahí e Carlos Ponce. Ele interpretou um arquiteto, que era o melhor amigo de Santiago (Carlos Ponce) e entrou na trama no capítulo 94, Em 2013, voltou a trabalhar com Emilio Larrosa, na novela Libre para amarte, onde interpretou Lucas. Em 2014, antagonizou a telessérie Amor sin reservas, do Canal 28.
Em 2015, fez uma participação na novela A que no me dejas, Em 2016, interpreta o antagonista principal da telenovela Despertar contigo, do produtor Pedro Damián. Marcus participou da primeira temporada da série Falsa Identidad da Telemundo em 2018.
Em 2020, interpretou Lucas Fuentes no reboot da série Rubí. Marcus ingressou na segunda temporada da série Monarca da Netflix e protagonizou a telenovela Si Nos Dejan, ambas em 2021. Em 2022, foi o protagonista da telenovela Mujer de Nadie.

## Vida pessoal
Em 2015, iniciou um romance com a atriz mexicana Ariadne Díaz. Em 11 de maio de 2016 nasceu Diego, o primeiro filho da relação do casal.

## Carreira

### Televisão
| Ano  | Título                            | Personagem                         |
| ---- | --------------------------------- | ---------------------------------- |
| 2011 | Dos Hogares                       | Javier Ortega                      |
| 2012 | Cachito de Cielo                  | Rockberto                          |
| 2013 | Libre para Amarte                 | Lucas                              |
| 2014 | Amor Sin Reserva                  | Alberto Márquez                    |
| 2014 | Muchacha Italiana Viene a Casarse | Agustín                            |
| 2014 | La rosa de Guadalupe              | Genaro                             |
| 2015 | A Que no me Dejas                 | Ariel                              |
| 2016 | Por siempre Joan Sebastian        | Alfredo                            |
| 2016 | Despertar Contigo                 | Néstor Valenzuela / Néstor Leal    |
| 2018 | Falsa Identidad                   | Porfirio Corona                    |
| 2018 | La Taxista                        | Álvaro Lizárraga Larios            |
| 2020 | Rubí                              | Lucas Fuentes Morán                |
| 2021 | Monarca                           | Jonás Peralta                      |
| 2021 | Si nos dejan                      | Martín Guerra Vargas               |
| 2022 | Mujer de nadie                    | Fernando Ortega Ibarra             |
| 2023 | Eternamente amándonos             | Rogelio Iturbide Rangel            |
| 2024 | El precio de amarte               | Rodrigo Zárate / Diogo Covarrubias |
| 2026 | Doménica Montero                  | A definir                          |

## Outros Trabalhos
Cinema:
• El Arribo del Condado Sierra (2012) - Padre Tobías
• Qué Pena tu Vida (2016) - El Tigre

### Teatro
- Un tranvía llamado Deseo - Stanley Kowalski (2017)
- 2013 - 4X

### Realitys Shows
- 2009 - Me quiero enamorar ... Participante (ele mesmo)

## Prêmios e indicações
| Ano  | Premiação                       | Categoria                     | Indicação  | Resultado | Ref.   |
| ---- | ------------------------------- | ----------------------------- | ---------- | --------- | ------ |
| 2018 | Premios TV Adicto Golden Awards | Melhor Protagonista Masculino | La Taxista | Venceu    | [ 19 ] |